# Divisões administrativas em 1990
Nesta página encontrará referências aos acontecimentos directamente relacionados com a regiões administrativas ocorridos durante o ano de 1990.

## Eventos
- 3 de abril - A cidade brasileira de Belford Roxo é desmembrada de Nova Iguaçu.
- 9 de agosto - As vilas portuguesas de Alverca do Ribatejo, Ílhavo, Loures, Ermesinde, Felgueiras, Odivelas e Valongo são elevadas a cidade.
- 28 de agosto - O Kuwait é anexado ao Iraque como província.
- 3 de outubro - Ocorre a reunificação da Alemanha.

## Mortes
| Data          | Nome                   | Profissão                     | Nacionalidade | Observações | Ref |
| ------------- | ---------------------- | ----------------------------- | ------------- | ----------- | --- |
| 20 de janeiro | Sebastião Mota de Melo | fundador da Vila Céu do Mapiá | Brasil        | n. 1920     |     |